# 48. Oscar-gála
Az 48. Oscar-gálát, a Filmakadémia díjátadóját 1976. március 29-én tartották meg. Kirk Douglas 1963-ban a Broadwayon játszotta el a Száll a kakukk fészkére főszerepét, bár ott a darab megbukott, Douglas 13 évig próbálkozott a darab megfilmesítésével, sikertelenül. Tervét fia Michael Douglas váltotta valóra, mivel a nagy stúdiók elutasították, Michael gyűjtötte össze a forgatás költségét, rendezőnek a Csehszlovák tavasz után Amerikába emigrált Miloš Formant kérte fel. A film a mozikban és az Oscar-gálán is sikert aratott, kilenc jelölésből öt díjat gyűjtött be. Az év másik sikerfilmjét a 27 éves Steven Spielberg forgatta, a tervezetnél kétszer drágábban, de a mozibevételek nagyobbak voltak mint az Elfújta a szél vagy A Keresztapa esetén. Az Oscar legidősebb férfi kitüntetettje George Burns lett, 80 évesen.
Az eddigi televíziós közvetítéseket végző NBC helyét a kábeltelevíziós csatorna ABC vette át.

## Kategóriák és jelöltek
nyertesek félkövérrel jelölve

### Legjobb film
- Száll a kakukk fészkére (One Flew Over the Cuckoo's Nest) – Fantasy Films, United Artists – Saul Zaentz, Michael Douglas
  - Barry Lyndon – Hawk Films, Warner Bros. – Stanley Kubrick
  - A cápa (Jaws) – Zanuck/Brown, Universal – Richard D. Zanuck, David Brown
  - Kánikulai délután (Dog Day Afternoon) – Warner Bros. – Martin Bregman, Martin Elfand
  - Nashville – ABC Entertainment-Weintraub-Altman, Paramount – Robert Altman

### Legjobb színész
- Jack Nicholson  –  Száll a kakukk fészkére (One Flew Over the Cuckoo's Nest)
  - Walter Matthau      –  Napsugár fiúk
  - Al Pacino           –  Kánikulai délután
  - Maximilian Schell   –  Az ember üvegkalitkában
  - James Whitmore      –  Pokolba veled, Harry!

### Legjobb színésznő
- Louise Fletcher  –  Száll a kakukk fészkére (One Flew Over the Cuckoo's Nest)
  - Ann-Margret  –  Tommy
  - Isabelle Adjani  –  Adele H. története (The Story of Adele H.)
  - Glenda Jackson  –  Hedda
  - Carol Kane  –  Hester Street

### Legjobb férfi mellékszereplő
- George Burns  –  Napsugár fiúk
  - Brad Dourif  –  Száll a kakukk fészkére (One Flew Over the Cuckoo's Nest)
  - Burgess Meredith  –  A sáska napja
  - Chris Sarandon  –  Kánikulai délután
  - Jack Warden  –  Sampon

### Legjobb női mellékszereplő
- Lee Grant – Shampoo
  - Ronee Blakley – Nashville
  - Sylvia Miles – Farewell, My Lovely
  - Lily Tomlin – Nashville
  - Brenda Vaccaro – Jacqueline Susann's Once Is Not Enough

### Legjobb rendező
- Miloš Forman – Száll a kakukk fészkére (One Flew Over the Cuckoo's Nest)
  - Robert Altman – Nashville
  - Federico Fellini – Amarcord
  - Stanley Kubrick – Barry Lyndon
  - Sidney Lumet – Kánikulai délután

### Legjobb eredeti történet
- Kánikulai délután – Frank Pierson
  - Amarcord – Federico Fellini, Tonino Guerra
  - And Now My Love – Claude LeLouch, Pierre Uytterhoeven
  - Lies My Father Told Me – Ted Allan
  - Shampoo – Robert Towne, Warren Beatty

### Legjobb adaptált forgatókönyv
- Száll a kakukk fészkére (One Flew Over the Cuckoo's Nest) – Bo Goldman, Laurence Hauben forgatókönyve Ken Kesey regénye alapján
  - Barry Lyndon – Stanley Kubrick forgatókönyve William Makepeace Thackeray: ’’The Memoirs of Barry Lyndon, Esq.’’ című regénye alapján
  - Aki király akart lenni – John Huston, Gladys Hill forgatókönyve Rudyard Kipling elbeszélése alapján
  - Egy asszony illata – Ruggero Maccari, Dino Risi forgatókönyve Giovanni Arpino: ’’Il buio e il mare’’ című regénye alapján
  - Napsugár fiúk – Neil Simon saját színművéből

### Legjobb operatőr
- John Alcott, Barry Lyndon
  - Conrad Hall, The Day of the Locust
  - James Wong Howe, Funny Lady
  - Robert Surtees, Hindenburg
  - Haskell Wexler és Bill Butler, Száll a kakukk fészkére (One Flew Over the Cuckoo's Nest)

### Látványtervezés és díszlet
- Ken Adam, Roy Walker, Vernon Dixon – Barry Lyndon
  - Edward Carfagno, Frank McKelvy – Hindenburg
  - Alexander Trauner, Tony Inglis, Peter James – Aki király akar lenni
  - Richard Sylbert, W. Stewart Campbell, George Gaines – Sampon
  - Albert Brenner, Marvin March – Napsugár fiúk

### Legjobb vágás
- A cápa (Jaws) – Verna Fields
  - Dog Day Afternoon – Dede Allen
  - Aki király akart lenni – Russell Lloyd
  - Száll a kakukk fészkére (One Flew Over the Cuckoo's Nest) – Richard Chew, Lynzee Klingman, Sheldon Kahn
  - A Keselyű három napja – Frederic Steinkamp, Don Guidice

### Legjobb vizuális effektus
- Peter Berkos (hang effektus) – Albert Whitlock, Glen Robinson (Vizuális effektus) – Hindenburg

### Legjobb idegen nyelvű film
- Derszu Uzala (Szovjetunió) – Atelier 41, Daiei Studios, Moszfilm, Satra – Yoishi Matsue, Nyikolaj Szizov producerek – Kuroszava Akira rendező
  - Letters from Marusia (Actas de Marusia) (Mexikó) – Corporación Nacional Cinematográfica (CONACINE) – Arturo Feliu producer – Miguel Littin rendező
  - Scent of a Woman (Profumo di donna) (Olaszország) – Dean Film – Pio Angeletti, Adriano De Micheli producerek – Dino Risi rendező
  - Sandakan 8 (a.k.a. Brothel No. 8) (Sandakan hachibanshokan bohkyo) (Japán) – O & R Production, Toho – producer – Kei Kumai rendező
  - Az ígéret földje (Ziemia obiecana) (Lengyelország) – Film Polski, Zespol Filmovy "X" – producer – Andrzej Wajda rendező

### Legjobb filmzene

#### Eredeti filmzene
- A cápa (Jaws) – John Williams
  - A madarak is, a méhek is... (Birds Do It, Bees Do It) – Gerald Fried
  - Lóverseny winchesterre és musztángokra (Bite the Bullet) – Alex North
  - Száll a kakukk fészkére (One Flew Over the Cuckoo's Nest) – Jack Nitzsche
  - A szél és az oroszlán (The Wind and the Lion) – Jerry Goldsmith

#### Filmzene: eredeti dalszerzés és adaptáció vagy zeneszerzés: adaptáció
- Barry Lyndon – Leonard Rosenman (adaptáció)
  - Funny Lady – Peter Matz (adaptáció)
  - Tommy – Pete Townshend (adaptáció)

## Statisztika

### Egynél több jelöléssel bíró filmek
- 9: Száll a kakukk fészkére
- 7: Barry Lyndon
- 6: Kánikulai délután
- 4: A cápa, A napsugár fiúk, Nashville, Sampon

### Egynél több díjjal bíró filmek
- 5: Száll a kakukk fészkére
- 4: Barry Lyndon
- 3: A cápa

## Külső hivatkozások
- Az 1976. év Oscar-díjasai az Internet Movie Database-ben